# Tuba Büyüküstün
Tuba Büyüküstün (Isztambul, 1982. július 5. –) török színésznő. Számos díjat nyert és Törökország egyik legnépszerűbb és legjobban fizetett színésznője.

## Pályafutása
Szülei erzurumi származásúak. Nagyszülei török bevándorlók. Családjának anyai oldala a Krím-félszigetről érkező török bevándorlók. Apai oldala a görögországi Krétáról érkező török bevándorlók. Jelmez- és formatervezési tanulmányokat folytatott a Mimar Sinan Egyetemen, majd 2004-ben végzett.
A televíziós reklámokban való megjelenést követően Büyüküstün 2003-ban debütált a Makydi szultán című televíziós sorozat utolsó négy epizódjában. A következő sorozat szerepe volt 2004-ben Zarife a Çemberimde Gül Oya című sorozatban. Ugyanebben az évben ő játszotta a címszereplőt a Gülizaz című televíziós filmben. 2005-ben szerepelt az Ihlamurlar Altında című sorozatban, és Aysunt játszotta a Babam ve Oğlum című filmben.. Következő szerepe a 2007–2009-es Asi című televíziós dráma címszereplője volt , Murat Yıldırım és Çetin Tekindor mellett.
2010-ben, az első főszerepe a Yüreğine Sor című filmben volt Esma szerepe. Ezt követően Cansel Elçinnel lépett fel a Gönülçelen című sorozatban . 2012 végén İlker Aksum mellett szerepelt az Egy ellopott élet című drámasorozatban, amellyel jelölést kapott a 42. Nemzetközi Emmy-díjért a legjobb színésznő kategóriában. Ezt a sorozatot Magyarországon a Super TV2 mutatta be.
Tuba, akit az UNICEF Törökország jószándékú nagykövetévé neveztek ki 2014-ben, Engin Akyürek mellett szerepelt a 2014–2015-ös Piszkos pénz, tiszta szerelem című sorozatban, amely az Izaura TV-n volt látható. Következő sorozata, amelyet a menetrend szerint 2016. november 10-én kezdtek sugározni, a Bosszú vagy szerelem címet viseli. A női főszereplő (Sühan Korludağ) szerepét Kıvanç Tatlıtuğ oldalán alakította. Magyarországon ezt a sorozatot a TV2 kereskedelmi csatorna sugározta. 2020-ban Mara Brankovićot alakította a Netflix eredeti Rise of Empires: Ottoman című dokudrámájában és 2021-ben Mavi-t A nagykövet lánya című sorozatban, melyet Magyarországon a TV2 kereskedelmi csatorna sugároz. Itt a betegség miatt kilépett Neslihan Atagül helyét vette át Engin Akyürek oldalán.

## Magánélete
2011. július 28-án Párizsban férjhez ment Onur Saylak török színészhez. 2012 januárjában iker lányoknak adott életet (Maya és Toprak). 2017. június 5-én elváltak.

## Filmográfia

### Film
| Év   | Eredeti cím         | Magyar cím | Szerep      | Magyar hang |
| ---- | ------------------- | ---------- | ----------- | ----------- |
| 2005 | Babam ve Oğlum      |            | Aysun       |             |
| 2006 | Sınav               |            | Zeynep Erez |             |
| 2010 | Yüreğine Sor        |            | Esma        |             |
| 2015 | Orman               |            | Zeynep      |             |
| 2015 | Rüzgarın Hatıraları |            | Zepur       |             |
| 2015 | Dar Elbise          |            | Helin       |             |
| 2016 | İstanbul Kırmızısı  |            | Neval       |             |
| 2017 | More                |            | Ahra        |             |

### Televízió
Tévéfilmek
| Év   | Eredeti cím | Magyar cím | Szerep  | Magyar hang |
| ---- | ----------- | ---------- | ------- | ----------- |
| 2004 | Gülizar     |            | Gülizar |             |
| 2005 | Aşk Yolu    |            | Deniz   |             |

Sorozatok
| Év        | Eredeti cím              | Magyar cím                    | Szerep                | Magyar hang     |
| --------- | ------------------------ | ----------------------------- | --------------------- | --------------- |
| 2003      | Sultan Makamı            |                               | Nesrin                |                 |
| 2004      | Çemberimde Gül Oya       |                               | Zarife                |                 |
| 2005–2007 | Ihlamurlar Altında       |                               | Filiz Tekiner         |                 |
| 2007–2009 | Asi                      |                               | Asiye "Asi" Kozcuoğlu |                 |
| 2009      | Beni w Benak             |                               | Herself               |                 |
| 2010–2011 | Gönülçelen               |                               | Hasret                |                 |
| 2013      | 20 Dakika                | Egy ellopott élet             | Melek Halaskar        | Urbán Andrea    |
| 2014–2015 | Kara Para Aşk            | Piszkos pénz, tiszta szerelem | Elif Denizer          | Szilágyi Csenge |
| 2016–2017 | Cesur ve Güzel           | Bosszú vagy szerelem          | Sühan Korludağ        | Sipos Eszter    |
| 2020      | Rise of Empires: Ottoman |                               | Mara Branković        |                 |
| 2020      | Menajerimi Ara           |                               | Saját maga            |                 |
| 2021      | Sefirin Kızı             | A nagykövet lánya             | Mavi Çınar Efeoğlu    | Sipos Eszter    |